# Carl Åkerblom
Carl Åkerblom är en fiktiv karaktär, ofta kallad morbror Carl spelad av Börje Ahlstedt i ett flertal filmer av Ingmar Bergman: Larmar och gör sig till, Den goda viljan, Söndagsbarn och Fanny och Alexander (som Carl Ekdahl). Skall troligtvis föreställa Bergmans egen morbror Johan.